# Franck Boidin
Franck Boidin (* 28. August 1972 in Hénin-Beaumont) ist ein ehemaliger französischer Florettfechter.

## Erfolge
Franck Boidin wurde mit der Mannschaft 1997 in Kapstadt sowie 2001 in Nîmes Weltmeister. Zudem erreichte er mit ihr 2002 in Lissabon den zweiten Rang. Sein bestes Abschneiden im Einzel gelang ihm 2001 mit Bronze. Bei Europameisterschaften gewann er mit der Mannschaft 1996 Bronze und 1999 Silber. Bei den Olympischen Spielen 1996 in Atlanta erreichte er in der Einzelkonkurrenz das Halbfinale, das er gegen Alessandro Puccini mit 13:15 verlor. Im Gefecht um Bronze setzte er sich anschließend gegen Wolfgang Wienand mit 15:11 durch.